# Karmelietessen van het Goddelijk Hart van Jezus

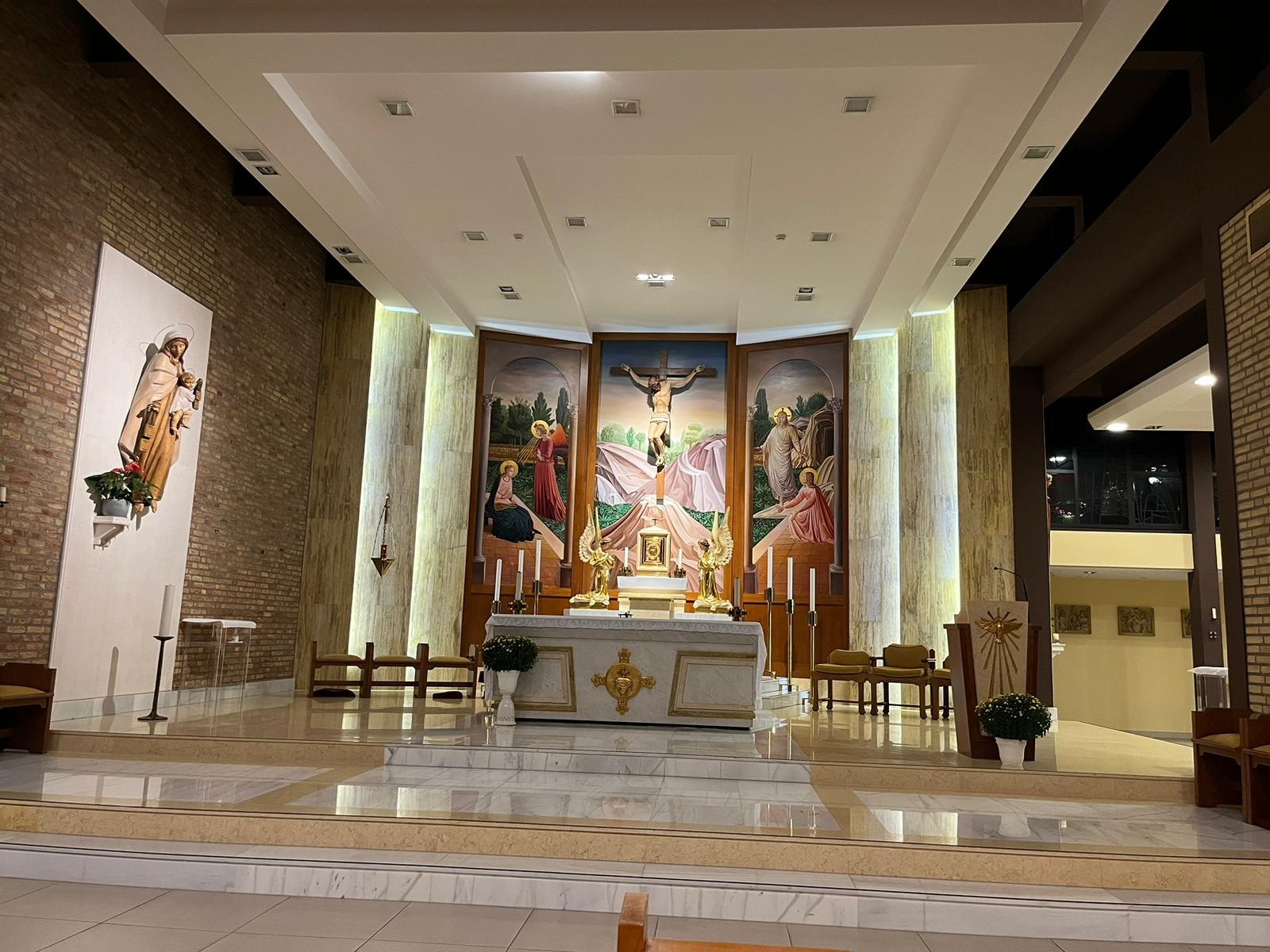
Altaar van de kapel in het moederhuis van de Karmelietessen van het Goddelijk Hart van Jezus te Sittard.

De Karmelietessen van het Goddelijk Hart van Jezus vormen een Rooms-katholieke zustercongregatie, gesticht door Anna Maria Tauscher (1855 - 1938), die als kloosterlinge de naam Maria-Teresa van de Heilige Jozef aannam. Ongebruikelijk voor karmelietessen zijn de religieuzen van deze congregatie ook buiten het klooster actief in zielszorg en maatschappelijk werk.  De congregatie wijdt zich aan de opvang van kinderen en ouderen, zieken en eenzamen. Het moederhuis van de congregatie is gevestigd in Sittard. 

## Stichting van de congregatie
Anna Maria Tauscher  was van huis uit Luthers maar werd in 1888 katholiek. In 1891 stichtte ze een kindertehuis in Berlijn waar ze met andere vrouwen een ascetisch leven leidde, geïnspireerd door de tradities van de karmelietessen. In 1897 trad Tauscher toe tot de karmelietessen en nam de naam Maria-Teresa van de Heilige Jozef aan. Zij kreeg in Duitsland geen toestemming voor de stichting van een eigen congregatie. Daarom stichtte ze in 1898 het eerste noviciaat van haar Karmelietessen van het Goddelijk Hart van Jezus in Sittard. In 1905 erkende het bisdom Rocca di Papa in de buurt van Rome de congregatie. 
Kenmerkend voor de Karmelietessen van het Goddelijk Hart van Jezus is dat ze zich meer dan andere congregaties van karmelietessen bezig houden met praktische zielszorg en maatschappelijk werk. Men wijdt zich vooral aan de zorg voor achtergestelde kinderen ouderen, daklozen en vluchtelingen.  De congregatie vestigde zich in Bohemen, Zwitserland, Hongarije, Oostenrijk, Kroatië en de Verenigde Staten. Alle kloosters waren gewijd aan Sint Jozef. Hun 'St. Josefsheime'  (kindertehuizen) waren vooral in Duitssprekende landen een begrip. 
Het moederhuis van de congregatie was 1924 in Sittard gevestigd. De stichtster Anna Maria Tauscher, moeder Maria-Teresa van de Heilige Jozef, is hier ook begraven. Zij werd op 13 mei 2006 te Roermond zalig verklaard. 